# Kurzrasenweide
Die Kurzrasenweide ist eine der vier heute in Europa üblichen Weidesysteme, prägt aber mit der Umtriebsweide hauptsächlich das Bild der Grünlandnutzung. Der Begriff Kurzrasenweide wurde von dem Schweizer Agrarforscher Peter Thomet geprägt, Professor an der heutigen schweizerischen Hochschule für Agrar-, Forst- und Lebensmittelwissenschaften in Bern Zollikofen für das Fachgebiet Grünlandwirtschaft, Futterbau und Konservierung und Milchproduktion, der diese Weideform besonders für die Milchkuhhaltung empfiehlt. Als Synonyme werden auch die Begriffe Intensive Standweide und Mähstandsweide verwendet. Ziel des Weidesystems ist es, möglichst viel Milch direkt aus Gras zu gewinnen, weil Gras das mit Abstand billigste Futter ist, verglichen mit Heu (Aufwand Mähen und Einbringen), Silage, mit eigenproduziertem Futter (z. B. Futterrüben) und erst recht mit eingekauftem Kraftfutter. Während lange Zeit die immer weitere Steigerung der Milchleistung pro Kuh, die Kraftfutter, Zusatzstoffe, teilweise auch Medikamente und Hormone einsetzt, als einziger Weg zur wirtschaftlichen Milchproduktion angesehen wurde, geht Thomets System weg von teuer erkauften Höchstleistungen pro Kuh und hin zum Verzicht auf Höchstleistungen, ist aber wegen der weit geringeren Kosten doch wirtschaftlich. Die Kurzrasenweide beginnt möglichst früh im Jahr, wird möglichst lange aufrechterhalten und übt durch hohen Tierbestand einen hohen Nachwuchsdruck auf das Gras aus.
Im Einzelnen wird das System wie folgt durchgeführt:

## Saat
Bei der Einsaat einer Kurzrasenweide ist zu beachten, dass eine geeignete Saatmischung genutzt wird. Optimal sind hier UFA440 und 480, in höheren Lagen sollte
jedoch UFA481 verwendet werden. Auch die Wahl des richtigen Standorts muss sorgfältig durchgeführt werden. Ein guter Standort zeichnet sich durch gleichmäßig verteilten, hohen Niederschlag (ab ca. 900 mm Jahresmittel) aus. Der Platz sollte möglichst eine topographisch homogene Fläche sein und eine lange Vegetationszeit bieten, wodurch wenig Zufüttern der Tiere nötig ist.

## Weiden
Beim Weiden sollte man auf einen frühen Weidebeginn achten und die Vorweide ab Anfang März beginnen. Siehe dazu auch den Abschnitt Pflege. Die Weidegröße sollte durchgehend dem Tierbestand angepasst werden und für eine durchschnittliche Rasenhöhe von 5–8 Zentimetern gesorgt werden. Um das zu gewährleisten, muss mehrmals pro Woche die Rasenhöhe kontrolliert werden, besonders bei einem Neueinstieg in das Weidesystem Kurzrasenweide. Etwa 3 Messungen pro Hektar beweideten Landes, auf der gesamten Fläche verteilt, sollten ausreichen. Die Messpunkte sind dabei absolut zufällig zu wählen, Geilstellen ebenso wie kurz abgefressene Stellen. Ergibt der Durchschnitt aller Messungen eine zu niedrige Grasnarbe, so muss die Fläche vergrößert werden. Wird der Grasbestand zu hoch, muss der Weidedruck erhöht werden, indem mehr Tiere geweidet werden oder die Weidefläche verkleinert wird. Überständiges Futter – auch bei Geilstellen – ist dabei jedoch unbedingt zu vermeiden.
Es sollte darauf geachtet werden, alle beweideten Flächen innerhalb einer Woche zu bestoßen. Nebenbei dürfen Tränkestellen für die Weidetiere nicht vernachlässigt werden. Um eine optimale Nutzung und Nutzbarkeit zu gewährleisten, kann die Weidefläche auch nachts beweidet werden. Eine Angst vor Trittschäden, insbesondere im Frühjahr, ist eher unbegründet.
Eine Arrondierung der Weideflächen ist hilfreich.

## Abschnitte der Weidesaison

### Vorweide
Die Vorweide beginnt mit Vegetationsbeginn, oftmals schon Anfang März. Ziel ist es die Bestockung der Gräser anzuregen, bei gleichzeitigem Verbiss der Obergräser und unerwünschter Beikräuter wie Ampfer. In dieser Phase sollte die gesamte Fläche bestoßen werden. Bei der Vorweide ist noch sehr wenig Futter vorhanden. Dieser Weideabschnitt wird also auch für die langsame Futterumstellung genutzt. Sobald der Aufwuchs ausreicht, wird die Beifütterung eingestellt und es beginnt die Frühlingsweide.

### Frühlingsweide
Ab Mitte bis Ende April sollte kein Futter mehr zugefüttert werden, da hier die produktivste Phase des Grünlandes beginnt. Der Bestand bzw. die Fläche ist anzupassen und der Zuwachs genau zu überwachen. In dieser Zeit sollten 5–7 Kühe je Hektar gehalten werden, um den passenden Weidedruck zu erhalten. Ab etwa Juli spricht man von der Sommerweide.

### Sommerweide
Der Aufwuchs wird weniger, etwa 2/3 der Gesamtfläche werden jetzt mit 3–4 Kühen/ha beweidet. Ab Anfang Juli ist meist mit Trockenperioden zu rechnen, es muss also noch Fläche vorhanden sein, auf die man notfalls zurückgreifen kann. Man sollte nicht zufüttern, sondern lieber die zur Verfügung stehende Fläche oder Besatzstärke verändern.

### Herbstweide
Beginnt etwa Anfang September bis Ende Oktober. Jetzt wird die gesamte Fläche beweidet. Je nach Bedarf kann nun auch zugefüttert werden. Den Zuwachs der Weide darf man dabei aber nicht aus den Augen verlieren. Wird die Weide bis in den November sauber abgefressen, sind keine weiteren Pflegemaßnahmen nötig.

## Pflege
- Unkraut unter Kontrolle halten
- sonstige Weidepflege: so viel wie nötig, so wenig wie möglich (minimum=maximum)
- gegen Verfilzung, zum Beispiel Straußgras im Sommer aggressiv striegeln
- Kalkung
- bei großen Lücken: Übersaat
- Abmähen von überständigem Futter (Geilstellen)

Wird mit der richtigen Intensität und Besatzstärke beweidet, ist eine Pflege nicht nötig. Wichtig ist hierbei vor allen Dingen der rechtzeitige Beginn der Vorweide. Die meisten unerwünschten Pflanzen werden in frühen Wachstumsstadien mitgefressen, oder sind noch nicht giftig. Somit kann man Pflanzen wie Ampfer, Hahnenfuß und Kerbel durch frühzeitigen hohen Weidedruck effektiv bekämpfen.

## Düngung
Bei der Düngung einer Kurzrasenweide ist zu beachten:
- mäßig aber regelmäßig
- drei- bis viermal 30 kg N/ha
- Mg-Ammonsalpeter benutzen, um Kaliüberschuss auszugleichen
- im Frühling etwa 30 Kubikmeter Gülle je Hektar
- Phosphor in leicht löslicher Form einsetzen
- gegüllte Fläche eine Woche auszaunen oder Gülle mit Gülleinjektor ausbringen
- Handelsdünger bei bevorstehendem Regen ausbringen
- Flächen, auf denen die Tiere besonders viel Kot und Harn absetzen (z. B. Ruheplätze), können bzw. sollten nicht mehr gedüngt werden.

## Parasiten
- erhöhtes Risiko für Magen-Darm-Würmer und Lungenwürmer
- Jungtiere in Absprache mit dem Tierarzt impfen
- Die Kurzrasenweide und die Umtriebsweide sind gleichermaßen gefährdet für Parasiten.

## Einordnung
Die globale Graslandfläche (auch Grünland genannt) entspricht der Waldfläche und ist doppelt so groß wie die globale Ackerfläche. Die wirtschaftliche Nutzung dieser Fläche erfolgt überwiegend durch Viehhaltung. Soweit dies durch unmittelbare Haltung der Tiere auf der Fläche erfolgt, geschieht dies durch unterschiedliche Weidesysteme. Erforscht wird die Frage der optimalen Nutzung von Grasland in agrarwirtschaftlichen Fakultäten durch Lehrstühle für Grünlandwirtschaft.